# Джойс Баєрс
Джойс Баєрс — головна героїня серіалу «Дивні дива», яку грає Вайнона Райдер. Вона — мати Джонатана та Вілла Баєрів, яка перебуває у фінансових труднощах, прийомна мати  Одинадцяти та подруга Джима Гоппера.

## Біографія
У листопаді 1983 року, після таємничого зникнення Вілла, Джойс була впевнена, що він спілкувався з нею через світло в її будинку. Незважаючи на те, що всі ставилися до неї так, ніби у неї психічний зрив, жінка відмовлялася вірити, що її син мертвий, навіть після того, як його "труп" знайшли. Завдяки співпраці зі своїм другом і начальником місцевої поліції Джимом Хоппером, друзями Вілла та Джонатаном вона зрештою розкрила обставини зникнення Вілла та потрапляє в «Навиворіт», щоб врятувати його.
Через рік, у 1984 році, Джойс намагалася жити нормальним життям зі своїм хлопцем Бобом Ньюбі, водночас надміру опікуючись Віллом, який страждав від видінь іншого виміру. Коли стан здоров’я її сина швидко погіршувався, вона, Боб, Гоппер і друг Вілла Майк дізналися, що той одержимий найнебезпечнішим мешканцем Навивороту: Мозкожером, який викликав армію демогоргонів, яких називають «Демодогами», щоб напасти на Ховкінс. Втративши Боба, Джойс відмовилася віддати свого сина монстру, вигнавши його з Вілла та знову врятувавши сина. Однак після смерті Боба їй було важко оговтатися.
До літа 1985 року Джойс виявила, що  магніти втрачають свій магнетизм. Вважаючи, що це пов’язано з Навиворотом, Джойс переконала  Хопера провести розслідування, і вони виявили, що росіяни проникли в Гокінс, щоб використовували силу міста, щоб відкрити нові ворота в інший вимір. Невдовзі Джойс, Гоппер, російський вчений на ім’я Олексій і знайомий Гоппера Мюррей Бауман помчали назад до Хокінса та об’єдналися зі своїми дітьми, щоб знову закрити Ворота, поки їх переслідував російський вбивця Григорій. Джойс успішно закрила ворота і знищила більшість російських вчених, але ціною життя Хоппера, оскільки він, здавалося, розпався після вибуху машини, яка відкрила ворота.
Після зникнення Гоппера сім'я Баєрс прийняла доньку Хоппера Одинадцять, і переселилися до Ленора-Гіллз, штат Каліфорнія, під наглядом доктора Сема Овенса. Коли навесні 1986 року Джойс отримала дивний пакунок, вона заручилася допомогою Мюррея, щоб зрозуміти, що це означає. Дізнавшись, що Гоппер живий і ув'язнений на Камчатці в Росії, Джойс і Мюррей вирушили в небезпечну подорож, намагаючись врятувати його. По дорозі Джойс і Мюррея обдурив росіянин Юрій Ісмайлов, намагаючись взяти їх в полон і продати росіянам, але зрештою літак на якому вони летіли здійснив аварійну посадку на Камчатці. Проникнувши в радянську в'язницю, Джойс і Мюррей зуміли звільнити Хоппера, врятувавши його від кривавої смерті від рук Демогоргона. Група повернулася назад до в'язниці після того, як дізналася, що дітям Хоппера та Джойса загрожує нове зло, яке загрожує Гокінсу. Вони сподівалися, що, завдавши шкоди розуму головному Демогоргону, вони зможуть допомогти своїм друзям. Через деякий час Хопперу, Джойсу та Мюррею вдалося вбити всіх істот. Через два дні Джойс і Гоппер повернулися до Гокінса і возз’єдналися зі своїми дітьми, перш ніж побачити, як чотири ворота Навивороту почали зливатися з Гокінсом.

## Особистість
Джойс дуже щедра, доброзичлива, віддана і надзвичайно добра мати, яка зробила б майже все, щоб уберегти своїх синів, особливо Вілла, від небезпеки. Зрештою, саме її величезна рішучість захистити свого сина дозволила їй врятувати Вілла. Також завдяки її хоробрості Гопперу вдалося вижити.

## Відносини з персонажами
1. Вілл Баєрс 
Джойс дуже піклується про свого молодшого сина. Вона заохочує Вілла бути самостійним і дозволяє йому бути творчим, вихваляючи його мистецькі здібності. Вілл почувався комфортно, обговорюючи з нею свої кампанії D&D, як і зі своїми друзями. Коли тіньовий монстр захопив тіло Вілла, вона робить усе, що в її силах, щоб врятувати сина.
2. Джонатан Баєрс 
Хоча Джойс дуже піклувалася про свого старшого сина так само, як і про Вілла, вона відчувала провину за те, що не могла підтримувати його більше через роботу, яка забирала багато часу. Після того, як Вілл зник, Джонатан не повірив Джойс, що той живий. Однак, коли хлопець зрозумів, що його мати говорить правду після того, він вибачився перед Джойс. Обидва обійнялися та продовжили працювати разом, вони нарешті возз’єдналися з Віллом після його порятунку з Навивороту.
У 1985 році Джойс була щасливою за свого старшого сина, коли дізналася, що він зустрічається з Ненсі Вілер. У 1986 році Джойс мала хороші відносини з Джонатаном, але не помічала, що її старший син почав курити траву, щоб впоратися зі стресом. Після втечі з Росії та повернення до Хокінса Джойс возз’єдналася з Джонатаном і Віллом, розділивши обійми з ними обома.
3. Одинадцять (Од) 
У 1983 році Джойс допомогли знайти Вілла через Одинадцять, яка змогла знайти хлопчика в Навивороті, використовуючи свої телекінетичні здібності. Джойс сказала Од, що вона була дуже сміливою, подякувала їй за допомогу, а потім сказала їй, що буде поруч з нею, якщо все стане надто страшним. 
У 1984 році Од повернулася після того, як переховувалася у Хоппера. Вона зі сльозами обійняла Джойс. 
У 1985 році Джойс стала законним опікуном дівчинки і вирішила перевезти її та хлопців із Гокінса заради їхнього блага. Пакуючи одяг Хоппера, Джойс виявила написану від руки душевну промову Хоппера, призначену для Од. 
У 1986 році, після порятунку Хоппера з Росії та повернення до Хокінса Джойс возз’єдналася з Одинадцятою, обнявши одна одну. Од, жартуючи, сказала Джойс, що вона щаслива, що та поїхала на «конференцію», а Джойс жартома сказала, що це було неймовірне враження, що змусило обох засміятися.
4. Джим Гоппер 
Гоппер і Джойс знайомі ще зі школи. Вони були досить близькі, часто пропускали уроки разом. Їхня дружба тривала і у зрілому віці і збереглася навіть після того, як Гоппер повернувся до Хокінса після кількох років проживання в іншому місті. Після зникнення Вілла Гоппер і Джойс поступово зблизилися, довіряючи одне одному, намагаючись знайти відповіді на таємниці, що матеріалізувалися навколо них. В 1986 році вони почали перебувати в романтичних стосунках.
5. Боб Ньюбі 
Джойс і Боб знали одне одного ще зі середньої школи, і десь у 1984 році між ними зав’язалися ніжні стосунки, в основному завдяки співчутливому ставленню Боба як до неї, так і до її синів. Коли стан Вілла погіршився, вона не вагаючись розповіла йому про таємничі події, які сталися минулого року. Однак приголомшлива смерть Боба в лабораторії Хокінса залишила її спустошеною. Через шість місяців, у 1985 році, Джойс продовжувала оплакувати смерть Боба, згадуючи всі випадки, коли вони з ним ділилися, наприклад, коли вони із задоволенням дивилися разом шоу «Cheers». Коли Джойс і Гоппер знову досліджують закриту лабораторію Хокінса, Джойс заходить у вестибюль і має спогади про смерть Боба, але коли Гоппер запитує, чи з нею все гаразд, вона підтверджує, що з нею все гаразд, показуючи, що їй все ще боляче говорити про смерть Боба.
6. Лонні Баєрс 
У якийсь момент свого життя Джойс зустріла Лонні Баєрса і закохалася в нього. Пізніше вони одружилися і народили двох синів, Джонатана та Вілла Баєрів. За словами їхнього старшого сина Джонатана, Джойс і Лонні колись кохали одне одного, але їхній шлюб став напруженим, і вони розлучилися десь у 1982 році. Джойс почала ненавидіти Лонні за його байдужий характер і перестала виходити з ним на зв’язок.

## Цікаві факти
- У додатковій книзі, Hawkins Middle School Yearbook/Hawkins High School Yearbook, зазначено, що дошлюбне прізвище Джойс було Горовіц — оригінальне прізвище Вайнони Райдер. Однак у виставі «Перша тінь» дошлюбне прізвище Джойс — «Мальдонадо».
- Джойс їздить на Ford Pinto 1976 року.
- Її номер телефону 555-0141, але цей номер насправді не працює, і до нього не можна додзвонитися.
- Улюблений різдвяний фільм Джойс — «Різдвяна пісня».
- Коли Джойс переїхала до Ленора-Гіллз, штат Каліфорнія, вона почала працювати телемаркетером, продаючи енциклопедії.